# Reyer Venezia Mestre
Der Reyer Venezia Mestre ist ein italienischer Basketballverein aus Venedig. Er wurde während des Zweiten Weltkrieges zweimal italienischer Basketballmeister und gewann nach 74 Jahren in der Spielzeit 2016/17 seine dritte Meisterschaft.

## Geschichte
1872 wurde der Sportverein Società Sportiva Costantino Reyer gegründet, der im Jahr 1925 eine Basketball-Abteilung ins Leben rief, Reyer Venezia. In den ersten Jahren spielte der Klub in unterklassigen Ligen, ehe 1937 der Aufstieg in die 1920 gegründete Serie A gelang. In der Premierensaison wurde man Fünfter, ein Play-off-System wurde in der Serie A erst in den 1970er Jahren installiert. In den folgenden Jahren bis 1941 etablierte sich der Verein in der Liga, belegte stets einen Tabellenplatz im oberen Bereich der Tabelle.

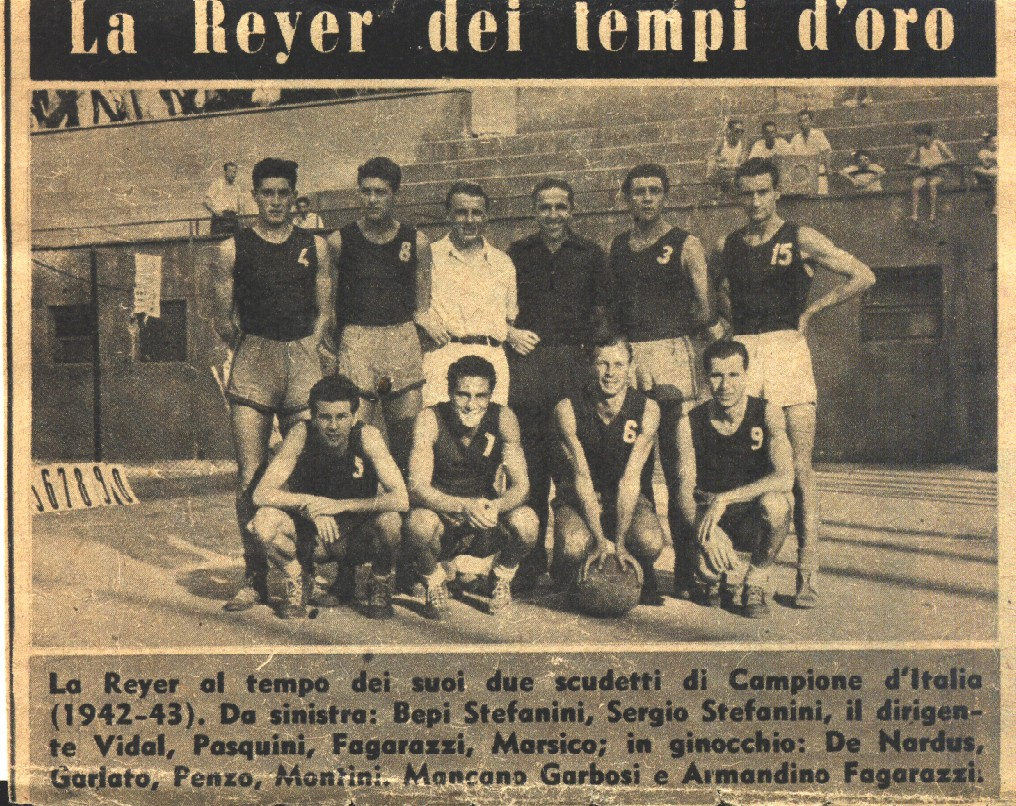
Meistermannschaft der Saison 1942/43

Die letzten beiden Spielzeiten, ehe die Liga wegen des Zweiten Weltkrieges unterbrochen werden musste, wurden von Reyer bestimmt. 1942 und 1943 wurde der Verein jeweils Meister. Beide Titel konnten nach einem engen Rennen gegen Virtus Bologna, bzw. einer römischen Mannschaft namens Mussolini Roma, gewonnen werden. Die erste Saison nach Kriegsende verlief überwiegend unkoordiniert und nur wenige Klubs konnten überhaupt eine Mannschaft stellen. Reyer wurde in dieser Saison Vizemeister hinter Bologna.
In den Saisons danach normalisierte sich der Spielbetrieb wieder und Reyer landete stets im Mittelfeld der Tabelle, ehe man 1957 als Elftplatzierter abstieg. Zwischen 1966 und 1974 gab es eine weitere erfolgreiche Periode. In dieser Zeit belegte das Team stets einen Platz im ersten Viertel der Tabelle. In der Saison 1980/81 trat Reyer Veneza im Korać-Cup an, in dem man bis ins Finale vorstieß. Dort wurde schließlich gegen Joventut de Badalona knapp mit 104:105 verloren. Danach folgten Abstiege in die zweitklassige Serie A2, gefolgt aber immer wieder von Aufstiegen zurück in die höchste Spielklasse. In die dortige Spitzengruppe gelang der Verein aber nicht mehr. Die Saison 1993/94 war für lange Zeit die letzte in der Serie A. Es folgte der Absturz bis in die Serie C2, der fünften Liga.
Mit dem Sponsor Umana von Luigi Brugnaro, der den Klub 2006 mit Ziel Serie A übernahm, gelang 2011 der Wiederaufstieg und der Gewinn zweier Meisterschaften in den Spielzeiten 2016/17 und 2018/19. Luigi Brugnaro war von 2006 bis 2015 Präsident des Vereins. Insgesamt spielte Reyer Venezia bisher 52 Spielzeiten in der Serie A.

## Aktueller Kader
| Nr. | Nat.                   | Name                | Position | Geburt     | Größe  | Info |
| --- | ---------------------- | ------------------- | -------- | ---------- | ------ | ---- |
| 00  | Italien                | Amedeo Tessitori    | Center   | 07.10.1994 | 208 cm |      |
| 0   | Vereinigte Staaten     | Ky Bowman           | Guard    | 16.06.1997 | 185 cm |      |
| 1   | Vereinigte Staaten     | RJ Cole             | Guard    | 24.08.1999 | 185 cm |      |
| 2   | Vereinigte Staaten     | Chris Horton        | Center   | 29.06.1994 | 203 cm |      |
| 4   | Italien                | Alessandro Lever    | Forward  | 04.12.1998 | 207 cm |      |
| 5   | Italien                | Giovanni De Nicolao | Guard    | 10.06.1996 | 191 cm |      |
| 7   | Italien                | Leonardo Candi      | Guard    | 30.03.1997 | 192 cm |      |
| 10  | Vereinigtes Konigreich | Carl Wheatle        | Forward  | 24.03.1998 | 200 cm |      |
| 11  | Serbien                | Stefan Nikolić      | Forward  | 29.05.1997 | 197 cm |      |
| 14  | Georgien               | Giga Janelidze      | Forward  | 03.04.1995 | 201 cm |      |
| 22  | Vereinigte Staaten     | Jordan Parks        | Forward  | 06.04.1994 | 201 cm |      |
| 33  | Vereinigte Staaten     | Kyle Wiltjer        | Forward  | 20.10.1992 | 208 cm |      |
| 45  | Vereinigte Staaten     | Denzel Valentine    | Guard    | 16.11.1993 | 193 cm |      |

| Nat.     | Name          | Position   |
| -------- | ------------- | ---------- |
| Kroatien | Neven Spahija | Head Coach |

| Abk. | Bedeutung                       |
| ---- | ------------------------------- |
| Nr.  | Trikotnummer                    |
| Nat. | Nationalität                    |
| C    | Mannschaftskapitän              |
| S    | Suspension                      |
|      | Verletzungsbedingte Inaktivität |

## Platzierungen
Seit dem Wiederaufstieg 2011 wurden folgende Platzierungen in der Serie A erreicht:
| Saison  | Serie A                    |
| ------- | -------------------------- |
| 2011/12 | 7. Platz (Viertelfinale)   |
| 2012/13 | 8. Platz (Viertelfinale)   |
| 2013/14 | 11. Platz                  |
| 2014/15 | 2. Platz (Halbfinale)      |
| 2015/16 | 5. Platz (Halbfinale)      |
| 2016/17 | 2. Platz (Meister)         |
| 2017/18 | 1. Platz (Halbfinale)      |
| 2018/19 | 3. Platz (Meister)         |
| 2019/20 | 7. Platz bei Saisonabbruch |
| 2020/21 | 4. Platz (Halbfinale)      |
| 2021/22 | 5. Platz (Viertelfinale)   |
| 2022/23 | 4. Platz (Viertelfinale)   |
| 2023/24 | 4. Platz (Halbfinale)      |
| 2024/25 | 8. Platz (Viertelfinale)   |

## Halle
Der Klub trägt seine Heimspiele im 3509 Plätze umfassenden Palasport Giuseppe Taliercio in Mestre aus.

## Namensgeschichte
In der Vereinsgeschichte gab es viele Namenswechsel aufgrund von wechselnden Hauptsponsoren:
| - Noalex (1966–1970) - Splügen (1970–1973) - Canon (1973–1980) | - Carrera (1980–1984) - Giomo (1984–1987) - Hitachi (1989–1990) | - Scaini (1991–1993) - Acqua Lora (1993–1994) - San Benedetto (1994–1995) | - Panto (2000–2001) - Acqua Pia Antica Marcia (2005–2006) - Umana (seit 2007) |

## Weitere Erfolge
- Italienischer Vizemeister: 1946
- Finalist im Korać-Cup: 1980/81

## Bekannte (ehemalige) Spieler
| - Dražen Dalipagić (1980/81) - Spencer Haywood (1980/81) - Sidney Wicks (1981/82) - Kristaps Janičenoks (2008–2010) - Szymon Szewczyk (2011–2013) - Massimo Bulleri (2012/13) - Denis Marconato (2012/13) | - Yakhouba Diawara (2012/13) - Benjamin Ortner (2014–2017) - / Esteban Batista (2017) - Tomas Ress (2014–2018) - / Michael Bramos (seit 2015) - / Marquez Haynes (2016–2019) - Dominique Johnson (2017–2018) | - Austin Daye (2018–2022) |

## Vereinspräsidenten
- 1962–1979: Giancarlo Ligabue
- 1979–1983: Roberto Carrain
- 1983–1985: AntonLuigi Lelli
- 1985–1988: Alessandro Manganiello
- 1988–????: Roberto Malusa
- 1991–????: Ugo Bergamo
- ????–1996: Gianfranco Gerosa
- 1997–1999: Giovanni Battista Pettenello
- 1999–2006: Giorgio Panto
- 2006–2006: Luciano Bertoncello
- 2006–2015: Luigi Brugnaro
- Seit 2015: Federico Casarin